# Mahir Çayan
Mahir Çayan (15 de marzo de 1946 - 30 de marzo de 1972) fue un revolucionario comunista turco y líder del Partido-Frente Popular de Liberación de Turquía (turco: Türkiye Halk Kurtuluş Partisi-Cephesi). Era un líder revolucionario marxista-leninista. El 30 de marzo de 1972 fue asesinado por soldados junto con sus nueve compañeros en la aldea de Kızıldere. Çayan estudió en la escuela secundaria Haydarpaşa y en la facultad de ciencias políticas de la Universidad de Ankara. Luego se convirtió en miembro del Partido de los Trabajadores de Turquía y en líder del movimiento juvenil. Inicialmente apoyó la idea de la Revolución Democrática Nacional, pero más tarde cambió este punto de vista. Admiraba a los grupos guerrilleros guevaristas de América Latina como los Tupamaros, y creó una estrategia que se llamó revolución popular y revolución democrática. Çayan y 10 compañeros secuestraron a tres técnicos de la OTAN de la base de radar de Ünye, y exigieron que Deniz Gezmiş y sus colegas no fueran ejecutados. Fueron a Kızıldere con los técnicos. Pero los soldados los rodearon, Los técnicos fueron liberados y todos excepto Ertuğrul Kürkçü fueron asesinados.
Mahir Çayan era un vanguardista y un teórico de la revolución. Desarrolló la teoría del equilibrio artificial que se da entre la oligarquía y la nación durante la última crisis del imperialismo.

### Teoría del equilibrio artificial
La teoría del equilibrio artificial (turco: Suni Denge) fue desarrollada por Mahir Çayan, un líder revolucionario marxista-leninista turco. Según Çayan, existe un equilibrio artificial entre la insatisfacción de la nación y la oligarquía. Esta contradicción entre la oligarquía y la nación es la principal (alemán: Hauptwiderspruch) en un país atrasado. La causa principal de esa contradicción es el imperialismo yanqui. El imperialismo yanqui ha desarrollado un método de neocolonialismo después de 1946. El objetivo/meta principal de este método (o política) es minimizar los problemas del imperialismo de "alto nivel" de manera más satisfactoria. Un método que proporciona una mayor cuota de mercado con menos gastos, más sistemático/organizado, y que no provoca nuevas guerras nacionales. La desviación en la consolidación de la salida de capitales y el traslado es la orden principal. Se crea una nueva relación/correlación entre cinco o seis elementos del capital. Es decir, antes de la Segunda Guerra Mundial, el flujo de salida de capitales tuvo más asignación en comparación con el nombre y los derechos de patente del capital, los repuestos, los conocimientos técnicos, el personal técnico etc. en el total de los elementos. Después de la guerra, especialmente después de 1960, el proceso se invirtió y otros elementos, a excepción de la salida de capitales en efectivo, tuvieron una mayor asignación. Hoy en día, en los países atrasados, la asignación del capital en efectivo extranjero es bastante menor que el capital en efectivo nacional/doméstico, pero hay muchas empresas industriales que dependen del extranjero. Por un lado, el método del neocolonialismo conduce a la "colonización permanente" del imperialismo en un país. Por otra parte, en comparación con los períodos anteriores (período precolonialista, el feudalismo fue efectivo) este método eleva la producción social y el bienestar relativo a ciertos grados en paralelo con la expansión del mercado en los países atrasados. Como consecuencia, las contradicciones (en contraposición al período feudal) parecen estar "suavizadas"/ relajadas en el país atrasado, de modo que se produce "un equilibrio artificial" entre las reacciones antiorden/antisistema de las masas y de la oligarquía.

### Situación actual
(Escrito por Mahir Çayan después de la declaración de la ley marcial a finales de abril de 1971)
La campaña/ operación de 1950 fue una contrarrevolución en Turquía, porque los usureros y los comerciantes con los representantes del capital financiero llegaron al poder. Esa fue la burguesía comercial anatoliana que llegó al poder. Los "colaboracionistas de pueblo pequeño" llegaron al poder. Esta camarilla parasitaria hizo alianza con otra camarilla parasitaria similar y llegó al poder. Era la alianza dominante. La campaña/operación del 27 de mayo de 1960 fue una revolución. La burguesía reformista llevó al poder a otra alianza dominante mediante el derrocamiento de los residuos feudales la hegemonía de usureros y comerciantes. ¿Por qué la burguesía monopolista y el imperialismo abrazan a los usureros, los comerciantes y los terratenientes feudales sin expulsar a la burguesía reformista de la alianza dominante? ¿Por qué toleran al menos que la burguesía reformista asuma el papel de guía de los usureros, los comerciantes y el "equipo" de los terratenientes feudales en 1960? y ¿por qué hacen una alianza con todos esos"residuos" para subordinar a la burguesía reformista? La situación es demasiado clara. El estado turco nunca ha estado bajo de la cierta hegemonía de ninguna camarilla de la burguesía hasta 1970. La campaña/operación en 1919-23 fue la campaña de la burguesía reformista. La República de Turquía era el estado de la burguesía reformista, los radicales, los usureros, los comerciantes y los ricos. La alianza dominante estaba formada por todas las fracciones de la burguesía y los terratenientes feudales. El "poder" dirigente era la burguesía nacional (o la burguesía reformista). Con el paso de los años, la burguesía reformista perdió su influencia en la vida económica bajo las circunstancias del capitalismo monopólico y los elementos dependientes del extranjero estaban tomando el relevo. El imperialismo se ha infiltrado ampliamente y se ha basado en los terratenientes feudales, los usureros y los comerciantes. La burguesía monopólica iba tomando el poder paso a paso. La campaña/operación de 1950 se llevó a cabo. El imperialismo ha proporcionado una gestión completa. La ayuda de la burguesía monopólica no era el "poder" esencial en ese momento. El "poder" era el "equipo" de los usureros, los comerciantes y los terratenientes feudales.  La situación de la burguesía monopólica no era suficiente para ser un pilar. Pasaron los años, y era esencial para los intereses del imperialismo y el capitalismo para "refinar" este aliado. Las relaciones imperialistas de producción estaban consolidando la burguesía monopólica. Finalmente, la campaña/operación de 1960 se llevó a cabo. Debido a la situación de la burguesía monopolista, que no era suficiente para ser una "potencia" principal, Estados Unidos apoyó a la burguesía reformista durante la revolución. Todas las medidas económicas, administrativas y sociales de la burguesía reformista iban a fortalecer a la burguesía monopólica en el mundo de los 60 de todos modos. Y así fue. Poco después, la burguesía reformista se reemplazó con la burguesía monopólica en 1963. Debido a su incapacidad, la burguesía monopólica se emancipó y no refinó la burguesía reformista. Además, la burguesía monopólica privilegió (pero no como antes) al equipo de los usureros y comerciantes; de modo que se estableció un extraño "equilibrio administrativo" en el país. Podemos llamar a esta fase la "Fase de Balance Comparativo" (Turco: Nispi Denge Dönemi). Este "Balance Comparativo" es bilateral: 1- Entre las Alianzas Dominantes y la burguesía reformista (La reflexión es la constitución de 1961 y la forma decisiva/"poder" es la Alianza dominante). 2- Intra-Alianza, entre la burguesía monopólica y los usureros y comerciantes, el camino decisivo/"poder" es la burguesía monopólica. De modo que la República Turca ha sido una excepción entre los países semicoloniales, porque ningún otro país ha tenido los mismos derechos democráticos limitados. Como Francia, como una copia de "nivel inferior" de Francia. La quinta fase es la campaña/operación del 12 de marzo de 1971. Este es el final de la Fase de Balance Comparativo. La burguesía monopólica había tenido pleno control sobre la Alianza Dominante.

### Crítica de Çayan a la teoría trotskista de la revolución permanente
"La perspectiva revolucionaria de Marx y Engels en la fase desde 1848 hasta el otoño de 1850 es la revolución permanente. Esta visión estratégica es el resultado de un juicio erróneo de la fase relacionada. A partir de las grandes crisis ("crisis comercial, industrial y global y crisis agrícola") de 1847, Marx y Engels asumieron que "las últimas horas" del capitalismo habían llegado, y que la gran lucha y la era de las revoluciones socialistas habían comenzado por fin. Es decir, Marx y Engels pensaron que la crisis económica global del capitalismo de 1847 era la última y permanente crisis del sistema. Esta teoría de la Revolución Permanente es el producto de la teoría de la Crisis Permanente.
En la fase de 1847-50, Marx y Engels pensaron que la revolución proletaria en Francia y en Europa iba a ser en un futuro inmediato, por lo tanto, se posicionaron como líderes del proletariado para realisar la revolución burguesa en Alemania, que ya debía haberse llevado a cabo hace mucho tiempo. En este período, Marx y Engels centraron la mayoría de sus trabajos prácticos y teóricos en Alemania:
"Los comunistas dirigen su atención principalmente a Alemania, porque ese país está en vísperas de una revolución burguesa que está destinada a llevarse a cabo en condiciones más avanzadas de la civilización europea y con un proletariado mucho más desarrollado que el de Inglaterra en el siglo XVII, y el de Francia en el siglo XVIII, y porque la revolución burguesa en Alemania no será más que el preludio de una revolución proletaria inmediatamente posterior". (Manifiesto del Partido Comunista de Karl Marx y Frederick Engels de febrero de 1848)
Obviamente, la Revolución Permanente fue la revolución considerada para Alemania por Marx y Engels. Y esta Revolución Permanente no era una teoría de la Revolución "stageless", sino una Teoría de la Revolución "Stagewise". Ahora, esto es extremadamente significativo. Esta es la propiedad fundamental de esta teoría, que Lenin aplicó a la vida en la época imperialista, que se distingue de la teoría de la Revolución Permanente trotskista. No sólo Marx y Engels, sino también Gottschalk y sus partidarios han considerado la Revolución Permanente para Alemania en 1849. Pero la Revolución Permanente de Gottschalk y sus partidarios es una Revolución "Escalonada" o "de una Etapa". (Subestimar el potencial revolucionario de los campesinos y negarse a aliarse con el proletariado son las esencias de esta teoría).
La esencia de la Teoría de la Revolución Permanente de Trotski, que trató de basar en Marx, pertenece a los vulgares comunistas Gottschalk y Weitling. Eso significa que la Teoría de la Revolución Permanente trotskista no es una teoría marxista".

### En cultura

#### Música
- Grup Yorum - Kızıldere
- Grup Yorum - Sen Olacağız
- Grup Kızılırmak - Kızıldere
- Grup Adalılar - Mahir'i gördüm
- Grup Adalılar - Ankara'dan Bir Haber Var
- Emekçi - Kızıldere

#### Películas
- Hatırla Sevgili

#### Libros
- Ali H. Neyzi - Mahir
- Turhan Feyizoğlu - Mahir
- Tarkan Tufan - Mahir Çayan'ın Hayatı ve Fikirleri: Bir Devrimcinin Portresi
- Mahir Çayan - Bütün yazıları
- Yılmaz Okay - Mahir Çayan'ın Hayat Öyküsü
- Uğur Koparan - Mahir Çayan Toplu Yazılar